# Ondřej Němeček
Ondřej Němeček, född den 10 juni 1998, är en tjeckisk innebandysspelare som spelar för svenska Storvreta och tjeckiska landslaget.
Ondřej Němeček ingick i det tjeckiska lag som tog brons i World Games år 2022 och 2025. Han har även tagit två brons och ett silver i VM.